# El Monal
El Monal är en ort i Mexiko.   Den ligger i kommunen Minatitlán och delstaten Veracruz, i den sydöstra delen av landet, 500 km öster om huvudstaden Mexico City. El Monal ligger 16 meter över havet och antalet invånare är 188.
Terrängen runt El Monal är platt, och sluttar norrut. Runt El Monal är det ganska glesbefolkat, med 29 invånare per kvadratkilometer. Närmaste större samhälle är Hidalgotitlán, 18,1 km väster om El Monal. Omgivningarna runt El Monal är en mosaik av jordbruksmark och naturlig växtlighet.